# Thysanus rusti
Thysanus rusti is een vliesvleugelig insect uit de familie Signiphoridae. De wetenschappelijke naam is voor het eerst geldig gepubliceerd in 1924 door Timberlake.